# USS Bon Homme Richard (CV-31)
«Бон Омм Річард» (англ. USS Bon Homme Richard (CV-31)) — важкий ударний авіаносець США періоду Другої світової війни типу «Ессекс». Це був другий корабель з такою назвою у флоті США.

## Історія створення
Авіаносець «Бон Омм Річард» був закладений 1 лютого 1943 року на верфі флоту в Нью-Йорку. Спущений на воду 29 квітня 1944 року, вступив у стрій 26 листопада 1944 року.

## Історія служби

### Друга світова війна
Після вступу устрій «Бон Омм Річард» вирушив на Тихий океан, де з 4 червня 1945 року з брав участь у бойових діях авіагрупою CVG(N)-91 на борту. Авіаносець брав участь у забезпеченні висадки десанту на Окінаву (6—13.06.1945), завдавав ударів по Токіо, Кобе, Нагої, Майдзуру, острову Хоккайдо (10-18.07.1945, 24-30.07.1945, 9-15.08.1945).
За час бойових дій літаки з «Бон Омм Річард» збили 11 японських літаків.

### Корейська війна

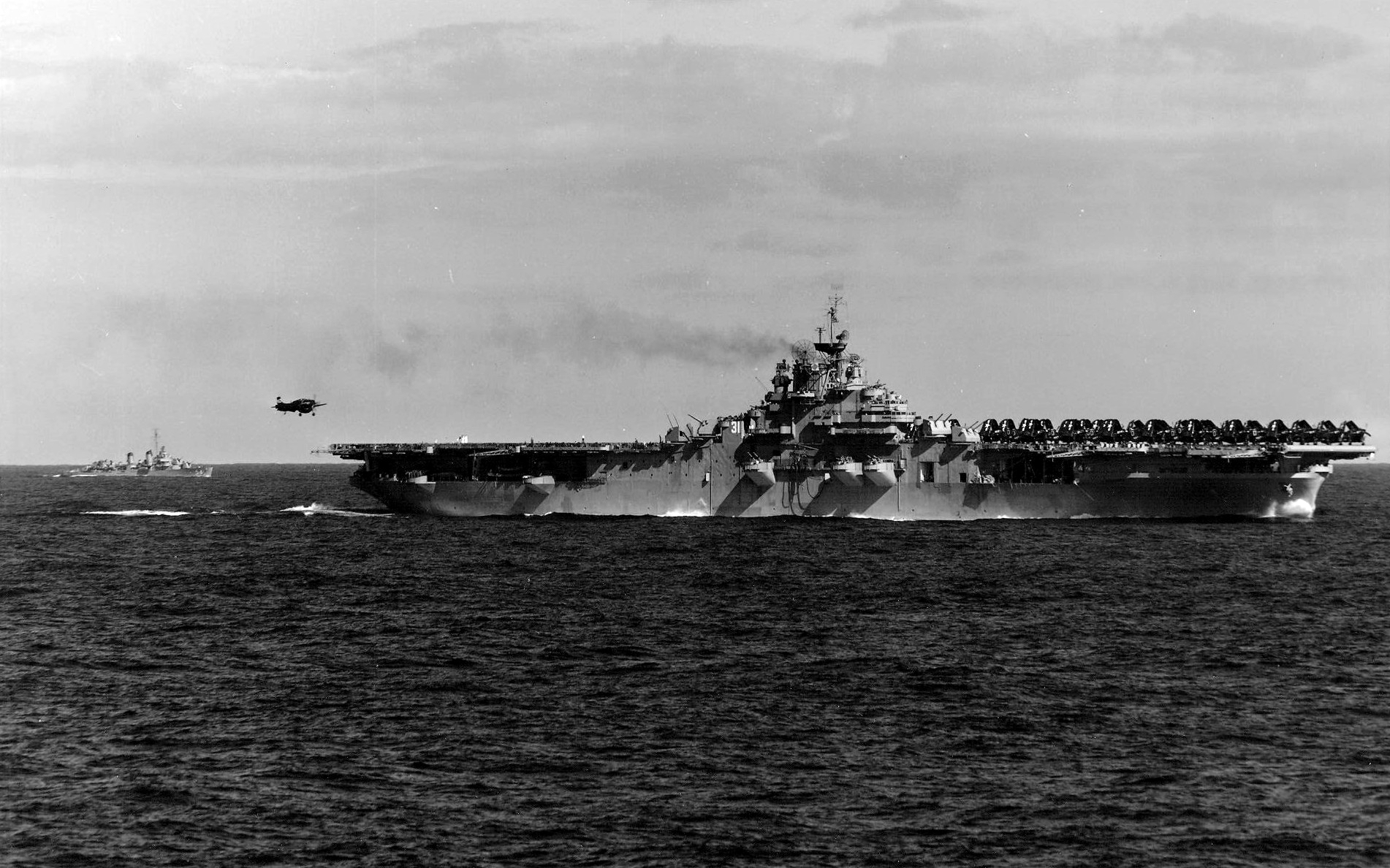
Авіаносець «Бон Омм Річард» біля берегів Кореї, 1951 рік

9 січня 1947 року авіаносець був виведений в резерв. Після початку Корейської війни 15 січня 1951 року корабель був виведений з резерву та вирушив до берегів Кореї.
Під час першого походу (30.05-30.11.1951) «Бон Омм Річард» брав участь в операції по ізоляції лінії фронту.
Під час другого походу (21.06-18.12.1952) авіаносець брав участь у завданні ударів по об'єктах транспортної мережі, а також в операції по руйнуванню Суйхунської ГЕС (06.1952), Пхеньяну та інших промислових центрів (07.1952).
1 жовтня 1952 року «Бон Омм Річард» був перекласифікований в ударний авіаносець CVA-31.

### Модернізації
З травня 1953 року по вересень 1955 року «Бон Омм Річард» пройшов модернізації за програмами SCB-27 та SCB-125. Під час модернізації авіаносець був обладнаний кутовою польотною палубою, підсиленими літакопідйомниками, паровими катапультами, новою острівною надбудовою, закритим штормовим носом (англ. Hurricane bow).
Після вводу у стрій 1 листопада 1955 року корабель ніс службу на Тихому океані у складі 7-го флоту.
6 червня 1957 року забезпечував рекордний переліт 4-х палубних реактивних літаків (2 винищувачів F-8 «Крусейдер» та 2 штурмовиків A-3D) через континентальну частину США.
Протягом квітня-травня 1963 року «Бон Омм Річард» здійснив 6-тижневий похід в Індійський океан.

### В'єтнамська війна
Авіаносець брав участь у війні у В'єтнамі, здійснивши 7 походів до берегів В'єтнаму (28.01-21.11.1964, 21.04.1965-13.01.1966, 26.01-25.08.1967, 27.01-10.10.1968, 18.03-29.10.1969, 02.04-12.11.1970). Під час бойових дій літаки з «Бон Омм Річарда» боролись з авіацією В'єтнаму, а також завдавали ударів по транспортних та інфраструктурних об'єктах.

### Завершення служби
2 липня 1971 року авіаносець «Бон Омм Річард» був виведений в резерв. Протягом 20 років корабель перебував на консервації, а у березні 1992 році був проданий на злам.